# Цвелодуб, Яков Антонович
Я́ков Анто́нович Цвелоду́б (14 января 1912, Ямполь, Черниговская губерния — 27 февраля 1940) — советский военнослужащий, старший сержант, стрелок-радист 5-го скоростного бомбардировочного полка 7-й армии.

## Биография
Родился в посёлке Ямполь Глуховского уезда Черниговской губернии (ныне - в  Сумской области) в большой бедной семье. Был седьмым ребёнком в семье. Учился отлично.
В ноябре 1935 года был призван в армию. Служил в Кировограде в ВВС. Когда приблизился срок демобилизации, остался на сверхсрочную службу в авиации.
В конце 1939 года из Кировограда его полк скоростных бомбардировщиков был переброшен на Карельский перешеек. 27 февраля 1940 года, во время финской войны, при выполнении боевого задания самолёт был сбит, экипаж погиб.
Из письма однополчанина Б. И. Морозова учащимся Цвелодубовской школы:
«…Отбомбившись, выполнив очередное задание, лётчики возвращались на свой аэродром, разместившийся на льду озера Суолаярви (ныне Нахимовское), летели на высоте 1000—1500 м. Неожиданно с земли по ним открылся огонь, заработали крупнокалиберные пулемёты. В самолёте загорелся сначала правый мотор. Самолёт пошёл влево, вниз. Экипаж попытался сбить пламя, но тщетно. Объятая пламенем машина рухнула возле озера на землю. Фронтовые товарищи похоронили боевых друзей в общей могиле.»
Экипаж самолёта был из 3 человек:
лётчик (командир корабля) — капитан Чуфрин Василий Иванович,
штурман — старший лейтенант Егоров Василий Дмитриевич,
стрелок-радист — старшина сверхсрочной службы Цвелодуб Яков Антонович.
Весь экипаж похоронен в обей могиле в посёлке Цвелодубово.

## Память
В честь каждого из этих лётчиков указом Президиума Верховного Совета РСФСР в 1949 году были переименованы финские населённые пункты в Рощинском районе около озера Суулаярви (Нахимовское): Чуфрино (Войпиала), Егорово (Харью), Цвелодубово (Каукалемпила).
Посёлки Чуфрино и Егорово в 1950-е годы были признаны «неперспективными» и исчезли. Дома и фундаменты были разобраны и перевезены в близлежащие населённые пункты. Сейчас на карте осталось только урочище Чуфрино.